# Saint Bathans-zoogdier
Het Saint Bathans-zoogdier is een uitgestorven zoogdier uit de Theriiformes dat tijdens het Mioceen in Nieuw-Zeeland leefde.

## Fossiele vondsten
Fossielen van het Saint Bathans-zoogdier, een gedeeltelijke onderkaak en een dijbeen, zijn gevonden in de Bannockburn-formatie bij Saint Bathans op het Zuidereiland met een ouderdom van 19 tot 15 miljoen jaar.

## Kenmerken
Het Saint Bathans-zoogdier had een formaat van een muis of kleine rat.

## Classificatie
Het Saint Bathans-zoogdier is een laat overlevend archaïsch zoogdier. Het behoort tot de Theriiformes. Op basis van de beschikbare fossiele resten kan geconcludeerd worden dat het Saint Bathans-zoogdier ontwikkelder was dan de morganucodonten, eutriconodonten en monotrematen, maar minder ontwikkeld dan de multituberculaten.
Tegenwoordig zijn de Nieuw-Zeelandse vleermuizen de enige voor oorsprong inheemse landzoogdieren in Nieuw-Zeeland. De vondst van het Saint Bathans-zoogdier toont aan dat in het verleden er ten minste één andere zoogdiergroep voorkwam. Vermoedelijk bereikten de voorouders van het Saint Bathans-zoogdier Nieuw-Zeeland toen het gebied nog verbonden was met oostelijk Antarctica, destijds nog ijsvrij, in het Krijt. Diverse groepen zoogdieren zijn bekend uit het aanliggende Australische deel van het toenmalige supercontinent Gondwana. Rond 82 miljoen jaar geleden kwam Nieuw-Zeeland geïsoleerd te liggen en het Saint Bathans-zoogdier was net als de hedendaagse brughagedissen, rotswinterkoningen en Nieuw-Zeelandse oerkikkers een overlever uit het Mesozoïcum. De zoogdiergroep waartoe het Saint Bathans-zoogdier behoort stierf mogelijk uit door een koeler klimaat na het Vroeg-Mioceen.